# Trichopoda umbra
Trichopoda umbra là một loài ruồi trong họ Tachinidae.